# 摩西·布拉
摩西·泽·布拉（英語：Moses Zeh Blah，1947年4月18日—2013年4月1日）是一名利比里亚政治人物，于2003年短暂就任第23任利比里亚总统。

## 早年生活
布拉1947年4月18日出生于利比里亚东北宁巴县，属Gio族裔，与紧邻的科特迪瓦同族。曾攻读机械专业，毕业后成为机械师。后又前往德国求学，并先后到过很多国家。

## 反政府生涯
1980年代，利比里亚政府实际控制人塞缪尔·多伊所主导的种族冲突中，Gio族受到清洗，包括布拉妻子在内的许多Gio族人惨遭杀害，布拉由此开始加入了反政府的行动中。
1980年代后期，布拉加入查尔斯·泰勒组建的“全国爱国阵线”反政府武装，并在利比亚接受培训，很快成为这一组织的骨干。1989年至1990年的利比里亚内战中，布拉担任反政府军将军追随泰勒从邻国科特迪瓦打回利比里亚，发挥关键作用。1990年，塞缪尔·多伊政权倒台，利比里亚进入全面分裂局面。
布拉在反政府武装中长期担任监察长，专门负责执行军纪处罚，曾处决多人。

## 上台
1997年，查尔斯·泰勒以军阀身份成功就任第22任利比亚总统，布拉先后出任利比里亚驻利比亚、摩洛哥和突尼斯大使。2000年7月，利比里亚时任副总统伊诺克·多戈利亚（Enoch Dogolea）在任内突然去世，布拉意外地紧急继任利比里亚副总统。
总统泰勒的强权统治，国内反抗武装不断，国外反对声音加剧。2003年3月7日，塞拉利昂特别法庭（Special Court for Sierra Leone，由联合国和塞拉利昂政府联合组建，旨在审判塞拉利昂内战中严重违反国际人道主义法和塞拉利昂法律的罪犯）控告总统泰勒犯反人类罪，同年6月，国际刑事法院正式下达逮捕令，而此时泰勒正在加纳进行和平谈判，这在一定程度上引起利比里亚国内的权力真空。有消息指美国政府试图说服副总统布拉借此机会夺权，但布拉实质并无此企图。泰勒回国后，布拉被立即逮捕，但在关押十天之后又平安复出，继续任副总统。
2003年8月11日，在各方压力，总统泰勒辞职，布拉继任第23任利比里亚总统，至10月14日过渡政府成立，由商人出身政治背景较为中立的查尔斯·久德·布赖恩特接管。
与许多非洲军阀喜欢身穿军装携带大批车队和随从出行的高调与张扬风格不同，布拉是一个沉默和低调的人，他经常身着非洲式长袍，驾驶自己的吉普车在首都蒙罗维亚的街头穿行。

## 卸任之后
2008年4月7日，摩西·布拉接到塞拉利昂特别法庭的传唤，要求其为前总统泰勒在海牙的审判出庭作证，布拉表示他将出庭并说出真相。5月14日布拉如期出庭，作为见证者描述了雇佣童军、泰勒与塞拉利昂指挥官福戴·桑科（Foday Sankoh）关系等诸多事实，之后又数次出庭作证，成为审判泰勒的关键证人之一。2012年5月30日，泰勒被裁定11项罪名成立，被判入狱50年。
因与泰勒长达近20年的合作，布拉也曾多次被揭露各种罪行，但没有被起诉。
卸任后，有报道布拉因经济困窘而破产，他每月向政府领取2000美元津贴，还曾抱怨此费用不应采取后付方式。2010年，布拉因心脏病入院治疗，但他的家人称政府没有给予任何资金支持。
2013年4月1日，摩西·布拉于利比里亚首都蒙罗维亚逝世。之前，布拉曾多次抱怨心脏有严重问题，并呼吁能够获得海外治疗，其家人称布拉死亡的原因是其作为前总统并没有得到政府所应提供的必要治疗。
布拉能够说一口流利的德语、法语和阿拉伯语，妻子妮蒂（Nettie），有15名子女。